# Preobrażenka (rejon kamieński)
Preobrażenka (ukr. Преображенка) – wieś na Ukrainie, w obwodzie dniepropetrowskim, w rejonie kamieńskim, w hromadzie Zatyszne. W 2001 liczyła 548 mieszkańców, spośród których 513 wskazało jako ojczysty język ukraiński, 31 rosyjski, 3 mołdawski, a 1 białoruski.